# Druckventil
Ein Druckventil dient in der Hydraulik oder Pneumatik zum Regeln oder Begrenzen eines Druckes oder zum Schalten in Abhängigkeit von einem Signaldruck. Es gibt verschiedene Arten von Druckventilen.

## Druckbegrenzungsventil
Das Überdruckventil wird auch als Sicherheitsventil oder Druckbegrenzungsventil (kurz: DBV) bezeichnet. Mit diesem Ventil wird der maximal zulässige Hydraulik- oder Gasdruck begrenzt, um das Drucksystem gegen zu hohen Druck abzusichern (Überdruckabsicherung) und Schäden zu vermeiden. Übersteigt der Druck im System einen gewünschten (eingestellten) Wert, ermöglicht dieses Ventil einen Abfluss des Mediums zum Tank oder ins Freie. In der Regel wird mit einem derartigen Ventil der maximale Pumpendruck gegen Überschreitung abgesichert.

## Druckminderungsventil
Das Druckminderungsventil reduziert den in einem System bestehenden Druck auf einen eingestellten Wert. Der Druck vor diesem Ventil wird durch das Druckbegrenzungsventil bestimmt, der Druck nach diesem Ventil (Druckminderventil) nimmt den eingestellten (niedrigeren) Druck an.
Dieses Ventil wird eingesetzt, um einen Teil des Drucksystems mit einem geringeren Druck zu versorgen als dies durch das Druckbegrenzungsventil erfolgt.

## Druckschaltventil
Das Druckschaltventil, auch Druckfolgeventil oder Zuschaltventil genannt, sperrt eine Leitung so lange ab, bis der an diesem Ventil eingestellte Druck erreicht ist. Ist der Einstelldruck erreicht, öffnet dieses Ventil und das Medium (die Flüssigkeit oder das Gas) fließt ungehindert durch das Ventil.
Dieses Ventil wird eingesetzt, um einen Teil des Drucksystems erst dann mit Druck zu versorgen, wenn ein bestimmter, eingestellter Druck an einer anderen Stelle des Drucksystems erreicht ist.

### Beispiel: Funktionsablauf bei einer Werkzeugspannvorrichtung
Es werden genormte Hydraulikschaltsymbole zur Darstellung von Hydrauliksystemen verwendet.

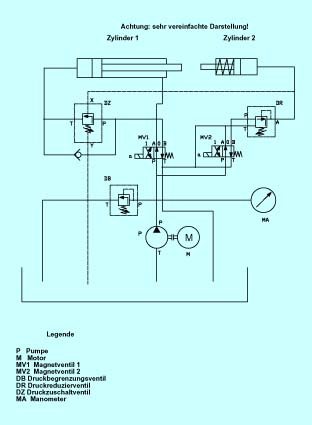
Vereinfachtes Hydraulikschema zur Erklärung der Funktion

Die Pumpe (P) fördert das Medium (die Hydraulikflüssigkeit) vom Tank über das Magnetventil MV2 (P zu A). Es fließt zurück zum Tank, es baut sich im System kein Druck auf.
Werden nun Magnetventil MV1 und MV2 geschaltet, so gelangt das Medium 
- über MV2 (P zu B) zum Druckreduzierventil DR (P zu A) und von dort zum Zylinder 2 sowie
- über MV1 (P zu B) auch zum Druckzuschaltventil DZ, Anschluss P. Das Druckzuschaltventil DZ bleibt noch geschlossen, da am Anschluss X noch kein ausreichender Druck ansteht.

Das Druckreduzierventil DR ist auf 120 bar eingestellt und noch funktionslos, da sich der Druck noch nicht so hoch aufgebaut hat.
Das Medium fließt zu Zylinder 2 und dieser fährt gegen Federkraft aus, bis er an einem äußeren Widerstand (zum Beispiel Werkstück, das gespannt werden soll) ansteht. Nun baut sich der Druck im System weiter auf. Ist der Einstelldruck des Druckzuschaltventil DZ (zum Beispiel 100 bar = mindestens erforderlicher Spanndruck) erreicht, so öffnet dieses, so dass das Medium im Zuschaltventil DZ von P nach T strömt und damit den Zylinder 1 vorschiebt.
Ventil DZ stellt sicher, dass der Spanndruck nicht unter den eingestellten Wert von 100 bar absinkt.
Ventil DR reduziert aber andererseits den im Spannzylinder 2 maximal erreichbaren Druck auf den eingestellten Wert (von zum Beispiel 120 bar), damit das Werkstück nicht durch den Spannzylinder beschädigt werden kann.
Hat der Zylinder 1 die Endlage erreicht oder stößt er auf einen Widerstand, würde sich der Systemdruck (unbegrenzt!) erhöhen. Damit hier kein unzulässig hoher Wert erreicht wird, ist das Druckbegrenzungsventil DB erforderlich. Dieses stellt sicher, dass der maximal erreichbare Druck die dort eingestellten 200 bar nicht übersteigt.
In diesem Fall (unvorhergesehener Widerstand an Zylinder 1) würde der Systemdruck 200 bar erreichen, der Spanndruck aber durch das Ventil DR auf die dort eingestellten 120 bar reduziert werden.
Ist der Vorgang beendet, schalten die beiden Magnetventile MV1 und MV2 in die Ausgangsstellung und beide Zylinder fahren wieder ein.